# Campanya contra els turcmans (1393)
La campanya contra els turcmans de 1393 foren unes operacions militars fetes per Tamerlà contra el cap turcman Sariq Muhammad i contra la comarca de Derbent al Kurdistan.
Miran Shah, designat virrey de Takhi-i-Hulagu, va sortir d'Hamadan i va arribar a Kulaghi; allí va veure la situació i va enviar un correu al seu pare Timur en el qual l'informava que el bandit turcman Sariq Muhammad que operava a la zona s'havia fet fort a les muntanyes amb família i servidors i havia reunit una tropa considerable de sediciosos, i que estava actuant com un sobirà.
Després de rebre aquest missatge Timur va sortir cap a Kulaghi, passant pel castell de Sagafun, i hi va arribar en dos dies. A la plana de Gehanaver va fer vigilar tots els camins per on podien fugir i es va dirigir cap a la fortalesa dels turcmans anomenada Habashi. Tota la zona estava fortificada pels turcmans que vigilaven els congost d'accés a la fortalesa. Timur va ordenar l'atac, Berat Khoja Kukeltaix va donar mostres de gran valor i finalment va morir a causa d'una fletxa; també l'amir Shaikh Hajji, fill de Kumar (Komari). A la nit els turcmans van fugir a través dels boscos de la muntanya d'Aurman; foren perseguits i molts massacrats i es va fer considerable botí de cabres i cavalls. La fortalesa va quedar en mans dels timúrides i es va veure que era un lloc ben adequat per passar l'estiu. A la vora hi havia un lloc on vivien alguns zoroastrians; el lloc fou atacat i destruït i els zoroastrians morts. El 28 de juliol de 1393 Timur va acampar a la plana de Kulaghi a la vora del riu Ak Say. Miran Shah fou enviat a assetjar Sarek Kurgan i l'amir Utx Kara a assetjar Karutoy; les dues places foren conquerides i destruïdes i els defensors passats a ganivet.
Timur va enviar llavors a Muhammad Sultan a sotmetre el país de Derbent (Derbent de Kurdistan anomenat també Demur Kapi, no pas Derbent del Caucas) que era una comarca defensada per un congost natural (el nom vol dir “Porta de Ferro”) on vivien uns suposats bandits que robaven als camperols; la cort va anar a Ak Bulak on va passar el mes de Ramadà complint amb els preceptes i el 18 d'agost, al final del dejuni es va celebrar la festa del Bayram o Pasqua musulmana.